# リーズのアトリエ 〜オルドールの錬金術士〜
『リーズのアトリエ 〜オルドールの錬金術士〜』（リーズのアトリエ〜オルドールのれんきんじゅつし〜）は2007年4月19日に発売されたニンテンドーDS用ソフト。キャラクターデザインに和狸ナオを起用している。ガスト及びアトリエシリーズのニンテンドーDS初参入作品である。『イリスシリーズ』3作品がシナリオ重視の本格的なRPGであったのに対して、本作はそれ以前に発売された『ザールブルグシリーズ』や『グラムナートシリーズ』のように調合に重点をおいたシステムになっている。
2009年に発売された続編『アニーのアトリエ 〜セラ島の錬金術士〜』とは設定や登場人物の一部を共有している。

## システム

### 無人販売所
お店でアイテムを売るだけではなく、無人販売所で自由に値段を決めてアイテムを売る事が出来る。また、購入者から評価が聞けるが、値段設定やアイテムの出来栄えによって左右され、場合によっては全く売れなかったり怒られたりする事もある。

## ストーリー
ロブロンド大陸にあるランデル王国は、王様の金遣いの荒さが原因で経済破綻してしまい、金策の主な相手・ロックハイム銀行に国ごと差し押さえられてしまう。そんなある日、王女・リゼット・ランデルは銀行の監視をかいくぐって城から脱出、長い旅路を経て隣国のオルドール王国の首都・ミスリーンに辿り着く。そこで出会った少年・アルフ・オクトラインに錬金術の存在を教えられた彼女は、錬金術を使ってお金を儲け、借金を返済しようと計画するのだった。

## キャラクター
リゼット・ランデル（Lisette Lander）
声：野川さくら
身長157cm 体重42kg 2月6日生まれ 15歳
本作の主人公。元はランデル王国の王女だったが、国が経済破綻した為に、ロックハイム銀行に差し押さえられた国を取り戻すべく、錬金術で借金返済を企てる。周りには身分を隠して「リーズ」と名乗っている。若くして借金生活を余儀なくされた為、かなりの守銭奴。尚、『アニーのアトリエ』ではすっかり大人の女性に成長した姿で、新主人公アニーの先輩錬金術士として登場するが、お金にうるさい性格は相変わらず。
ロロット・ステイシル（Lolotte Stasille）
声：水樹奈々
身長160cm 体重43kg 1月2日生まれ 15歳
ミスリーンの町に住む少女。美貌と知性を生かして男を従順させる術に長けており、同性の扱いも心得ている。玉の輿に乗る事を目指している。本来は、ドライで合理主義者。口癖は、「男なんてちょろいわね」
アルフ・オクトライン（Alf Octrhein）
声：阪口大助
身長171cm 体重55kg 12月17日生まれ 14歳
錬金術のライセンスを持つ少年で、リーズに錬金術の存在を教えた人物。器用で大抵の事はそつなくこなすが、リーズやロロットに振り回される事が多い。
エイリー・ミッター（Ealie Mitter）
声：子安武人
身長181cm 体重69kg 1月6日生まれ 23歳
一代で莫大な富を築いた豪商人。美形で文武両道だが、唯我独尊な性格。女性にモテるが、リーズには相手にされない。
エレオール（Eleore）
声：高橋直純
身長165cm 体重48kg 6月20日生まれ 24歳
フレールの町にいる剣士。見た目が若く、女に間違われる事もあるが、本人は既に慣れており、逆に利用する事もある。キモカワイイものが大好きで、収集している。
ポワン・シュタット（Poin Stadt）
声：川澄綾子
身長155cm 体重42kg 5月30日生まれ 16歳
錬金術士の少女。亡き婚約者を蘇らせようとしているが、これは自身の強い妄想によるもの。自称：美人魔女。「キャラがかぶる」という理由でリーズに突っかかってくる。
マノン・アレクシス（Manon Alexiss）
声：結城比呂
身長141cm 体重35kg 11月14日生まれ 12歳
ロッドマルクの町の図書館にいる少年。我侭で理屈っぽい。読書と生物の生態を調べるのが趣味で、雑学にも精通している。偏食で食べ物の好き嫌いが激しい。
マリウス・ザクセン（Marius Sachsen）
声：真殿光昭
身長183cm 体重69kg 4月30日生まれ 22歳
王国を守る騎士隊ヘクセンリッターのリーダー。王国内で彼に敵う者はいない。エイリーに並ぶ有名人だが、本人は名声に興味は無く、存在意義を見出す目標を探している。
グレイゴ・リグリス（Greygo Rigglis）
声：大塚明夫
身長188cm 体重76kg 9月8日生まれ 44歳
フレールの町の武器屋の親父。外見に似合わず、甘党でお菓子作りが趣味。性格も割と陽気で気さくだが、若い女性が苦手。
クリアン・マリフ（Client Marif）
声：関智一
身長180cm 体重70kg 7月19日生まれ 19歳
ハイラン大聖堂を管理しているマリフ一族の分家の出身。霊能者として成功を目指しており、幽霊屋敷の噂を聞き、除霊する為にやってくる。徐霊や霊を見る事は出来るが、その力は本家と比べて弱い。ヒルダに一目惚れする。
ヒルダ（Hilda）
声：中原麻衣
身長168cm 体重不明 誕生日不明 年齢不詳
リーズのアトリエにいる管理人らしき女性。しかし、管理人らしい仕事はせず、神出鬼没。明朗快活だが、少し気弱な性格。食事の臭いに敏感。
賢者オトマル（otomaru）
声：中山嵐々
身長体重不明 誕生日不明 年齢不詳
オトマルショップにいる賢者。錬金のスキルをあげると有益な情報を提供してくれる。
コロン（Coron）
身長70cm　体重15kg
森の奥でひっそりと暮らす鹿の様な小動物。温厚な性格で可愛らしい容姿から、人々に可愛がられているが、ウィッキィから虐められている。特技は物真似で、台詞や声を真似る事も出来る程だが、人語は理解出来ない。
ウィッキィ（Wicey）
身長80cm　体重18kg
猿の様な小動物で、髪が生えている。手先は器用だが、口が悪く狡猾で自己本位。女好きでモテる為に色々と企てるが、策に溺れる事がある。人々に可愛がられるコロンを妬んでいる。

## テーマソング
エンディングテーマ
- 『タカラモノ』

歌：片霧烈火 / 作詞：む～ちゃん / 作曲：荒川恵莉 / 編曲：荒川恵莉・十一谷明広

## 評価
『週刊ファミ通』のクロスレビューでは合計24点 (6,5,7,6 / 40) を獲得した。

## 不具合対応
本ソフトの発売日は当初は3月1日を予定していたが、原因不明のバグが発生したため4月19日に発売を延期した。しかし発売されたソフトにおいても複数のバグが改修しきれておらず、最悪の場合ゲームの進行が不可能な状態になるような致命的なバグが残されていた。にもかかわらず、発売から約9ヶ月の間、メーカーの対応は公式サイトに対処方法を掲載するのみに留まっていた。
2008年1月31日、ザールブルグどっとこむにて、不具合を修正した修正版との無償交換を開始するという対応情報が掲載された。
2008年4月下旬、不具合修正版の一般販売を開始した。不具合修正版は初期出荷版と区別しやすいようにという配慮から、パッケージのカラーリングなどが変更されている。
また、2011年2月28日をもって、修正版との無償交換を終了した。

## 関連商品
リーズのアトリエ 〜オルドールの錬金術士〜 オリジナルサウンドトラック
発売延期により、ゲームに先駆けて発売されている。ゲーム中のBGM＋テーマソングを収録した1枚組みの「通常版」と、通常版＋ボーナスディスクによる3枚組み「プレミアムパック」の2種類が同時発売。「プレミアムパック」には『マリー&エリー 〜ふたりのアトリエ〜』と『マリー・エリー&アニスのアトリエ 〜そよ風からの伝言〜』のサウンドトラックをボーナスディスクとして収録、ブックレット内容とディスクレーベル面を含めたパッケージも「通常版」とは違う。